# Troja (2004.)
Troja (eng. Troy) je epski spektakl Wolfganga Petersena iz 2004. godine.

## Radnja
Bitka između grčkih vojski predvođenih mikenskim kraljem Agamemnonom i tesalskih snaga pod vodstvom kralja Triopa je brzo završena kada veliki ratnik Ahilej, koji se bori na strani Agamemnona, lako porazi Boagrija, tesalskog prvaka, u dvoboju najboljih ratnika dviju vojski, unatoč tome što je Ahilej zakasnio na početak bitke. Tesalija se potom pridružuje Agamemnonovu krhkom savezu koji čine sva grčka kraljevstva.
Trojanski prinčevi Hektor i Paris ispregovaraju mir s Menelajem, spartanskim kraljem. Međutim, Paris ima aferu s Menelajevom ženom, kraljicom Helenom koju naposljetku uspijeva ukrcati na brod s kojim se prinčevi vraćaju u Troju, na Hektorovo veliko negodovanje. Nakon što je Menelaj za to saznao, sastaje se s Agamemnonom, svojim starijim bratom te zatraži njegovu pomoć u napadu na Troju i otimanju Helene. Agamemnon se složi, znajući da će mu pokoravanje Troje dati kontrolu nad Egejskim morem. Agamemnon šalje Odiseja, kralja Itake, da uvjeri Ahileja da se bori za njega. Ahilej, koji mrzi Agamemnona, odlučuje poći u rat nakon što mu Tetida, njegova majka, kaže da će u tom ratu umrijeti, ali da će mu se ime zauvijek pamtiti. 
U Troji, kralj Prijam je zaprepašten kad mu Hektor i Paris predstave Helenu kao novu trojansku princezu, ali prihvati je i odluči se pripremiti na rat. Grci s lakoćom osvajaju trojansku obalu, ponajprije zbog Ahileja i njegovih Mirmidonaca. Ahilej oskvrnjuje Apolonov hram i upoznaje Hektora s kojim se kratko sukobljuje. Briseida, službenica u Apolonovu hramu u Troji i Hektorova i Parisova rođakinja, postaje Ahilejeva zatočenica. Nakon što mu je Agamemnon otme, Ahilej se razbjesni i odluči da više neće sudjelovati u daljnjoj opsadi Troje.
Sljedećeg dana, grčke i trojanske strane se nađu ispred zidina Troje; nakon kratke prepirke, Paris ponudi Menelaju dvoboj za Heleninu ruku kako bi spasio grad od sukoba. Agamemnon, koji želi osvajanje grada pod svaku cijenu, pristaje. Menelaj ranjava Parisa, koji traži spašavanje pod Hektorovim nogama. Kada Menelaj pokušava dokrajčiti Parisa ispred Hektora, ovaj ga ubija te bijesni Agamemnon naređuje napad na Troju. U žestokoj bitci, Hektor uspija ubiti grčkog junaka Ajanta, a Grci doživljavaju poraz dok sve to Ahilej i njegovi Mirmidonci gledaju s udaljenosti. Na Odisejevo inzistiranje, Agamemnon povlači vojsku na obale kako ne bi ostao bez nje. Nakon što su Ajant i Menelaj kremirani u grčkom kampu, Agamemnon i Odisej raspravljaju o razlozima poraza. Agamemnon daje Briseidu grčkim vojnicima za zabavu nakon poraza, ali je Ahilej spašava od njih. Kasnije te noći, Briseida se ušulja u Ahilejeve odaje da ga ubije, ali pada na njegov šarm te postaju ljubavnici. Ahilej odlučuje napustiti Troju, uz negodovanje Patrokla, njegovog rođaka i štićenika.
Unatoč Hektorovim prigovorima, Prijam naređuje napad na trojansku obalu u zoru kako bi natjerao Grke na odlazak, međutim napad ujedinjuje Grke i Mirmidonci ulaze u bitku. Hektor potom ulazi u dvoboj s čovjekom za kojeg misli da je Ahilej i ubija ga, ali saznaje da je to bio ipak Patroklo. Nakon toga Odisej i Hektor se slože da se zaustavi bitka. Eudor informira Ahileja o smrti njegovog rođaka koji ga udara i počinje tražiti osvetu. Svjestan toga da će Ahilej doći tražiti osvetu, Hektor pokazuje Andromahi, svojoj ženi, tajni tunel ispod zidina Troje; u slučaju njegove smrti i pada grada, on joj govori da uzme njihovo dijete i skupi što više preživjelih te da krenu prema planini Ida.
Sljedećeg dana, Ahilej stiže ispred zidina Troje i izazove Hektora na dvoboj. Znajući da ga čeka smrt, Hektor se pozdravi sa svojim najbližima, uključujući sa ženom i sinom. Dvoje junaka ispočetka vode ravnopravnu bitku, ali Hektor ubrzo biva ranjen i usporen što koristi Ahilej kako bi mu zadao smrtonosan udarac. Nakon toga Ahilej zakači Hektorovo tijelo za kočiju te ga vuče sve do grčkog kampa na obali. Kasnije tog dana, prerušeni Prijam se provuče kroz grčke straže i dolazi do Ahileja moliti za Hektorov dostojan pokop. Ahilej pristaje, dajući Prijamu do znanja da je Hektor najbolji s kojim se ikada borio. Dopušta Briseidi povratak u Troju s Prijamom i obećava 12 dana primirja kako bi se pogrebni običaji na Hektorovom sprovodu održali u miru. Ahilej se sljedeće jutro ispričava Eudoru i izdaje mu posljednju naredbu da vrati Mirmidonce kućama bez njega.
Agamemnon se zaklinje osvojiti Troju bez obzira na cijenu. Odisej dobiva ideju kako ući u grad. Nakon što je vidio grčkog vojnika kako pravi statuu konja za svog sina, organizira izgradnju velikog drvenog konja kao navodni dar Posejdonu za sigurnu plovidbu kući, dok su se ostali Grci sakrili s brodovima u obližnju uvalu. Unatoč Parisovim prigovorima, koji zahtijeva da se konj spali, Prijam naređuje da se unese u grad nakon Arheptolomejevog uvjeravanja da je to dar bogovima. Trojanski skaut otkriva grčke brodove u uvali, ali je ustrijeljen prije nego što je mogao dići uzbunu u gradu. Pod okriljem noći, iz konja izađu grčki vojnici, među njima i Ahilej, pobiju uspavane trojanske čuvare te otvore vrata čime pada Troja. Dok Andromaha i Helena vode Trojance kroz tunel da se spase, Paris daje Trojanski mač mladiću Eneji i daje mu zadatak da Trojancima pronađe novi dom. Agamemnon ubija Prijama s leđa i pokušava zarobiti Briseidu koja ga naposljetku ubija sakrivenim nožem. Ahilej juri kroz grad pronaći Briseidu, koju na kraju nađe i spašava od dva pripadnika Agamemnonove straže koje ubija. Paris, željan osvetiti bratovu smrt, nekoliko puta strijelama pogodi Ahileja, uključujući i jednu kroz Ahilovu petu, junakovu smrtonosnu. Ahilej uspijeva izvaditi sve strelice osim one u njegovoj peti. Potom se oprosti od Briseide i gleda je dok odlazi s Parisom dok umire.
Na kraju, Troja je konačno pala pod grčku vlast, a Odisej osobno kremira Ahilejevo tijelo, dok preživjeli Trojanci bježe put planine Ida.

## Glumačka postava
- Brad Pitt kao Ahilej, najveći grčki ratnik i vođa Mirmidonaca
- Eric Bana kao Hektor, prijestolonasljednik Troje, vođa trojanskih snaga i Parisov stariji brat
- Orlando Bloom kao Paris, trojanski princ i Hektorov mlađi brat
- Diane Kruger kao Helena, bivša spartanska kraljica koja je postala trojanska princeza
- Brian Cox kao Agamemnon, mikenski kralj i vođa ujedinjenih grčkih snaga i Menelajev stariji brat
- Sean Bean kao Odisej, kralj Itake
- Brendan Gleeson kao Menelaj, spartanski kralj i Agamemnonov mlađi brat
- Rose Byrne kao Briseida, trojanska princeza, službenica u Apolonovu hramu u Troji i Hektorova i Parisova rođakinja
- Saffron Burrows kao Andromaha, Hektorova žena i buduća trojanska kraljica
- Julie Christie kao Tetida, Ahilejeva majka
- Peter O'Toole kao Prijam, trojanski kralj
- Garrett Hedlund kao Patroklo, Ahilejev mlađi rođak i štićenik
- John Shrapnel kao Nestor, Agamemnonov savjetnik
- Nigel Terry kao Arheptolomej, trojanski vrhovni svećenik
- James Cosmo kao Glauk, dozapovjednik trojanskih snaga
- Julian Glover kao Triop, tesalski kralj
- Vincent Regan kao Eudor, Ahilejeva desna ruka u Mirmidoncima
- Trevor Eve kao Velior
- Tyler Mane kao Ajant
- Nathan Jones kao Boagrije, tesalski prvak

## Vanjske poveznice
- Troja u internetskoj bazi filmova IMDb-a
- Troja na Rotten Tomatoes